# Stephano Carrillo
Stéphano Emmanuel Carrillo Calderón (Gómez Palacio, Durango, México, 7 de marzo de 2006) es un futbolista mexicano que juega como delantero en el Feyenoord de la Eredivisie.

## Estadísticas

### Clubes
Actualizado al último partido disputado el 1 de marzo de 2024.
| Club                     | Div.          | Temporada     | Liga  | Liga  | Liga   | Copas nacionales | Copas nacionales | Copas nacionales | Copas internacionales | Copas internacionales | Copas internacionales | Total | Total | Total  |
| Club                     | Div.          | Temporada     | Part. | Goles | Asist. | Part.            | Goles            | Asist.           | Part.                 | Goles                 | Asist.                | Part. | Goles | Asist. |
| ------------------------ | ------------- | ------------- | ----- | ----- | ------ | ---------------- | ---------------- | ---------------- | --------------------- | --------------------- | --------------------- | ----- | ----- | ------ |
| Santos Laguna · México   | 1.ª           | 2023-24       | 6     | 1     | 0      | —                | —                | —                | —                     | —                     | —                     | 6     | 1     | 0      |
| Santos Laguna · México   | 1.ª           | 2024-25       | 12    | 0     | 0      | —                | —                | —                | —                     | —                     | —                     | 12    | 0     | 0      |
| Santos Laguna · México   | Total club    | Total club    | 18    | 1     | 0      | 0                | 0                | 0                | 0                     | 0                     | 0                     | 18    | 1     | 0      |
| Feyenoord · Países Bajos | 1.ª           | 2024-25       | 3     | 0     | 0      | 0                | 0                | 0                | 0                     | 0                     | 0                     | 1     | 0     | 0      |
| Feyenoord · Países Bajos | Total club    | Total club    | 3     | 0     | 0      | 0                | 0                | 0                | 0                     | 0                     | 0                     | 3     | 0     | 0      |
| Total carrera            | Total carrera | Total carrera | 21    | 1     | 0      | 0                | 0                | 0                | 0                     | 0                     | 0                     | 21    | 1     | 0      |

## Palmarés

### Títulos internacionales
| Título                           | Equipo                     | Sede      | Año  |
| -------------------------------- | -------------------------- | --------- | ---- |
| Campeonato Sub-17 de la Concacaf | Selección sub-17 de México | Guatemala | 2023 |

### Distinciones individuales
| Distinción                                                             | Año  |
| ---------------------------------------------------------------------- | ---- |
| Máximo goleador del Campeonato Sub-17 de la Concacaf de 2023 (8 goles) | 2023 |
| Once ideal del Campeonato Sub-17 de la Concacaf de 2023                | 2023 |